# 울리케 마이파르트
울리케 나세마이파르트(독일어: Ulrike Nasse-Meyfarth, 1956년 5월 4일 ~ )는 서독의 은퇴한 육상 선수로 주 종목은 높이뛰기이다. 1972년과 1984년 하계 올림픽에서 금메달을 획득하였다.

## 경력
프랑크푸르트암마인에서 태어난 마이파르트는 1971년 15세의 나이로 서독 육상 선수권 대회에서 2위에 올랐으며, 헬싱키에서 열린 1971년 유럽 육상 선수권 대회에 서독 국가대표로 참가했다. 이듬해 뮌헨에서 열린 1972년 하계 올림픽 서독 국가대표 선수로 출전했다.
마이파르트는 4년 전 멕시코시티 올림픽에서 딕 포스버리가 처음으로 고안한 새로운 높이뛰기 경기 스타일을 이미 도입한 선수들 중 한 명이었으나 개인 기록이 입상 기준보다 떨어지는 1.85m인 마이파르트는 메달을 획득할 기대주가 아니었다. 그러나 본국의 관중들 앞에서 5cm를 늘린 1.90m의 기록을 내면서 금메달 획득을 확정했다. 이후 기존의 세계 기록 보다 2cm를 능가하는 1.92m를 기록하면서 16세의 나이로 최연소 올림픽 육상 금메달리스트가 되었다.
올림픽 우승 후에는 부진하여 1978년까지 자신의 개인 기록 갱신에 실패했으며, 이 시기에 국제 대회 우승 경험도 없었다, 1974년과 1978년 유럽 육상 선수권 대회에서 각각 7위와 5위를 하였고 몬트리올에서 열린 1976년 하계 올림픽에서는 결승 진출에 실패했다. 모스크바에서 열린 1980년 하계 올림픽에는 서독의 보이콧으로 인해 참가하지 못했다.
이후 11982년 유럽 선수권 대회와 1982년 유럽 실내 육상 선수권 대회 양 대회 모두 우승했고, 유럽 선수권 대회에서는 2.02m의 세계 신기록을 세웠다. 1983년 세계 육상 선수권 대회에서는 2년 전 자신이 유럽 선수권 대회에서 꺾던 타마라 비코바와의 대결 끝에 은메달을 획득했다. 런던에서 열린 유러피언컵에서 비코바와 함께  2.03m를 기록하며 다시 세계 신기록을 세웠다. 비코바는 4일 후 세계 기록을 갱신했다.
로스앤젤레스에서 열린 1984년 하계 올림픽은 마이파르트의 마지막 메이저 대회이다. 동구권의 보이콧으로 인해 비코바 같은 강력한 경쟁 상대들이 올림픽에 불참하면서 마이파르트는 1980년 올림픽 금메달리스트인 이탈리아의 사라 시메오니를 꺾고 2.02m를 기록하며 뮌헨 올림픽 이후 12년 만에 올림픽 금메달을 획득하였다.